# 春日井敏之
春日井 敏之（かすがい としゆき、1953年-　）は、日本の教育心理学者。立命館大学教授。私立近江兄弟社高等学校校長。
岐阜県生まれ。1977年立命館大学法学部卒業。京都府内の公立中学校教諭。1998年大阪教育大学大学院教育学研究科修士課程修了。2001年立命館大学文学部教育人間学専攻助教授、2004年教授。専門は臨床教育学、教育相談論。2024年私立近江兄弟社高等学校校長着任。

## 著書
- 『子どもの心によりそう中学教師 思春期をともに生きる』あゆみ出版 1993
- 『「いじめ・登校拒否」と子どもの未来 今、学校と家庭でできること』あゆみ出版 1995
- 『自分らしく思春期 いじめ・登校拒否をこえて』かもがわ出版 1997
- 『希望としての教育 親・子ども・教師の出会い直し』三学出版 2002
- 『 子ども・親・教師のつながり方』ミネルヴァ書房 2008

### 共編著
- 『不登校支援ネットワーク』高垣忠一郎共編著 かもがわ出版 2004
- 『ピア・サポート実践ガイドブック Q&Aによるピア・サポートプログラムのすべて』中野武房,森川澄男,高野利雄,栗原慎二,菱田準子共編著 ほんの森出版 2008
- 『やってみよう!ピア・サポート ひと目でポイントがわかるピア・サポート実践集』西山久子,森川澄男,栗原慎二,高野利雄共編著 ほんの森出版 2011
- 『よくわかる教育相談』伊藤美奈子共編 ミネルヴァ書房 やわらかアカデミズム・〈わかる〉シリーズ　2011
- 『対人援助学を拓く』村本邦子,土田宣明,徳田完二,望月昭共編 晃洋書房 2013
- 『対人援助学の到達点』望月昭,村本邦子,土田宣明,徳田完二共編著 晃洋書房 2013
- 『出会いなおしの教育 不登校をともに生きる』近江兄弟社高等学校単位制課程共編 ミネルヴァ書房 2013

## 論文
- Cinii